# Závadka nad Hronom
Závadka nad Hronom este o comună slovacă, aflată în districtul Brezno din regiunea Banská Bystrica. Localitatea se află la altitudinea de 627 m deasupra n.m., se întinde pe o suprafață de 41,18 km2 și în 2017 număra 2.326 de locuitori.

## Istoric
Localitatea Závadka nad Hronom este atestată documentar din 1611.

## Demografie
| An:                | 1994 | 2004   | 2014   | 2024    |
| ------------------ | ---- | ------ | ------ | ------- |
| Număr de persoane: | 2600 | 2468   | 2420   | 2099    |
| Diferență:         |      | −5,07% | −1,94% | −13,26% |

| An:                | 2023 | 2024   |
| ------------------ | ---- | ------ |
| Număr de persoane: | 2103 | 2099   |
| Diferență:         |      | −0,19% |